# Château de Nemours
O Palácio de Nemours é um palácio francês. Fica localizado na cidade de Nemours, departamento de Sena e Marne, no Norte da França. 
Este local consiste, em primeiro lugar, numa fortaleza construída no século XII na margem esquerda do Loing, ao nível de um antigo vau e no cruzamento de duas potências inimigas da época: o reino da França e o condado de Champagne. Este edifício é um dos poucos castelos urbanos da Ilha de França que ainda hoje sobrevivem. Ao contrário dos castelos construídos ao mesmo tempo, ele escapou do desmantelamento pela realeza graças à relação privilegiada dos Senhores de Nemours com ele.
Transformado em museu de belas artes em 1901, abriga uma rica coleção de mais de 20.000 obras. O museu possui um notável acervo de artes gráficas (gravuras, desenhos) e fotografias, bem como pinturas e esculturas emblemáticas da arte da segunda metade do século XIX e início do século XX.